# Дротнінґгольм
Дротнінґгольм (швед. Drottningholm) — буквально «острів королеви», є місцевістю, розташованою в муніципалітеті Екере, Стокгольмського лену Швеції, з 398 жителями у 2010 році.
Цей населений пункт розташований на острові Ловен на озері Меларен, що на околиці м. Стокгольму. Тут розташований палац Дротнінгхольм, резиденція шведської королівської сім'ї з 1981 року. Селище було заплановано і побудовано в середині 18 століття для людей, що працюють у палаці. Це гарний приклад того, як шведське село виглядало б у XVIII—XIX століттях, де було багато мальовничих будинків і вілл.
До Дротнінґгольму можна дістатися громадським транспортом, проїхавши на метро (SL) до Бромаплану, а потім автобусом до Екеро.
Від Дротнінгхольму походить назва корабля милосердя «SS Drottningholm», що під час Другої світової війни використовувався для репатріації дипломатів, цивільних осіб і військовополонених між Німеччиною, Сполученим Королівством та США. Повернені британські солдати на борту, не знаючи сенсу шведської мови в назві надали кораблю свою назву «йти риссю до дому» (англ. Trotting Home).